# Sciaphobus rubi
Sciaphobus rubi är en skalbaggsart som först beskrevs av Leonard Gyllenhaal 1813.  Sciaphobus rubi ingår i släktet Sciaphobus, och familjen vivlar. Arten är reproducerande i Sverige.